# Strangers in the Night (UFO의 음반)
| 전문가 평가                   | 전문가 평가 |
| 평가 점수                     | 평가 점수   |
| 출처                          | 점수        |
| ----------------------------- | ----------- |
| AllMusic                      | [ 1 ]       |
| The Rolling Stone Album Guide | [ 2 ]       |

《Strangers in the Night》는 1979년 1월 2일, 크리설리스 레코드에서 처음 발매된 영국의 하드 록 밴드 UFO의 라이브 음반이다.
오리지널 더블 LP 음반은 1978년 가을 일리노이주 시카고와 켄터키주 루이빌에서 녹음되었다. 이것은 1993년 밴드의 재결합 전에 기타리스트 미하엘 쉥커와 함께 한 UFO의 마지막 콘서트 녹음이었다. 쉥커는 투어 도중 밴드를 떠났고, 이로 인해 밴드는 전 밴드 동료이자 전 론 스타 기타리스트 폴 채프먼을 영입해야 했다. 쉥커가 음반에 오버더빙을 하는 것을 거부했다는 소문이 있으며, 이는 그의 라이브 기타 작업에 대한 정확한 설명이 될 것이다. 음반에 대해 논의할 때 쉥커는 "그들이 사용할 수 있는 더 좋은 방법이 있었다"며 선택한 곡들에 대한 실망감을 토로했다.
《Strangers in the Night》은 영국 차트에서 7위, 미국 차트에서 42위로 정점을 찍었다. 비평가들과 팬들에 의해 역사상 가장 위대한 라이브 록 음반들 중 하나로 꼽히기도 한다. 《케랑!》은 이 음반을 "역사상 가장 위대한 헤비 메탈 음반 100장" 중 47위로 선정했다. 건즈 앤 로지스의 기타리스트인 슬래시는 이 음반이 그가 가장 좋아하는 라이브 음반이라고 말했다. 창립 UFO 멤버인 피트 웨이와 앤디 파커는 둘 다 이 음반이 그들이 가장 좋아하는 UFO 음반이라고 말한다.
1979년 두 개의 라이브 EP도 이 밴드에 성공적이었다. 지난 2월 〈Doctor Doctor〉 (음반에서 따온)는 〈On with the Action〉 (1978년 같은 미국 투어에서 녹음), 스튜디오 컷 〈Try Me〉와 함께 영국 싱글 차트 35위에 올랐다. 〈Shoot Shoot〉는 〈Only You Can Rock Me〉, 〈I'm a Loser〉와 함께 오는 4월 영국에서 48위에 오를 예정이다.
이 노래들 중 일부는 블루 오이스터 컬트와의 UFO 투어에서 녹음된 것이다.

## 재발매
1999년 EMI는 두 개의 보너스 곡인 〈Hot 'n' Ready〉와 〈Cherry〉를 포함하는 확장판으로 《Strangers in the Night》를 재발매했다. 확장된 CD 버전의 시작 부분에 있는 발표는 첫 번째 트랙이 시카고에서 녹음되었지만 2008년 리마스터 책자에 따르면 그렇지 않았음을 나타낸다(그 곡들은 1978년 10월 15일, 오하이오주 영스타운과 1978년 10월 18일, 오하이오주 클리블랜드에서 녹음된 것으로 지적된다). 청중의 소음은 시카고에서 나는 것이고 CD의 도입부는 시카고 쇼에서 사용되었다. 트랙 〈Lights Out〉에 들어간 2시 40분에 필 모그가 "Lights out, Lights out Chicago"를 불렀고 이어서 청중들의 함성이 이어졌다. 두 곡인 〈Mother Mary〉와 〈This Kid's〉는 사실 2008년 리마스터 책자에 요약된 바와 같이 군중 소음이 추가된 스튜디오 트랙이다. 당시 UFO의 세트리스트를 더 정확하게 반영하기 위해 트랙 리스트도 재정렬되었다. 2008년 버전의 트랙 목록은 1999년 버전과 동일하며, 추가 트랙 또는 트랙 목록 수정은 없었다.
2020년 레코드 스토어 데이에 크리설리스는 《Strangers in the Night》으로 녹음된 6개의 콘서트 중 하나인 《Live in the Youngstown 1978》을 발매할 예정이다.

## 곡 목록
| #  | 제목                     | 작사·작곡                       | 재생 시간 |
| -- | ------------------------ | ------------------------------- | --------- |
| 1. | 〈Natural Thing〉        | 미하엘 쉥커, 필 모그, 피트 웨이 | 3:57      |
| 2. | 〈Out in the Street〉    | 웨이, 모그                      | 5:07      |
| 3. | 〈Only You Can Rock Me〉 | 웨이, 쉥커, 모그                | 4:08      |
| 4. | 〈Doctor Doctor〉        | 쉥커, 모그                      | 4:42      |

| #  | 제목             | 작사·작곡                   | 재생 시간 |
| -- | ---------------- | --------------------------- | --------- |
| 5. | 〈Mother Mary〉  | 쉥커, 모그, 웨이, 앤디 파커 | 3:25      |
| 6. | 〈This Kid's〉   | 쉥커, 모그                  | 5:11      |
| 7. | 〈Love to Love〉 | 쉥커, 모그                  | 7:58      |

| #  | 제목            | 작사·작곡              | 재생 시간 |
| -- | --------------- | ---------------------- | --------- |
| 1. | 〈Lights Out〉  | 쉥커, 모그, 파커, 웨이 | 5:23      |
| 2. | 〈Rock Bottom〉 | 쉥커, 모그             | 11:08     |

| #  | 제목                  | 작사·작곡              | 재생 시간 |
| -- | --------------------- | ---------------------- | --------- |
| 3. | 〈Too Hot to Handle〉 | 웨이, 모그             | 4:26      |
| 4. | 〈I'm a Loser〉       | 쉥커, 모그             | 4:13      |
| 5. | 〈Let It Roll〉       | 쉥커, 모그             | 4:48      |
| 6. | 〈Shoot Shoot〉       | 쉥커, 모그, 웨이, 파커 | 4:07      |

## 인증
| 국가                       | 인증 | 판매량/출하량 |
| -------------------------- | ---- | ------------- |
| 영국 (BPI)                 | 실버 | 60,000^       |
| ^출하량을 기반으로 한 인증 |      |               |